# Bahía de Concepción

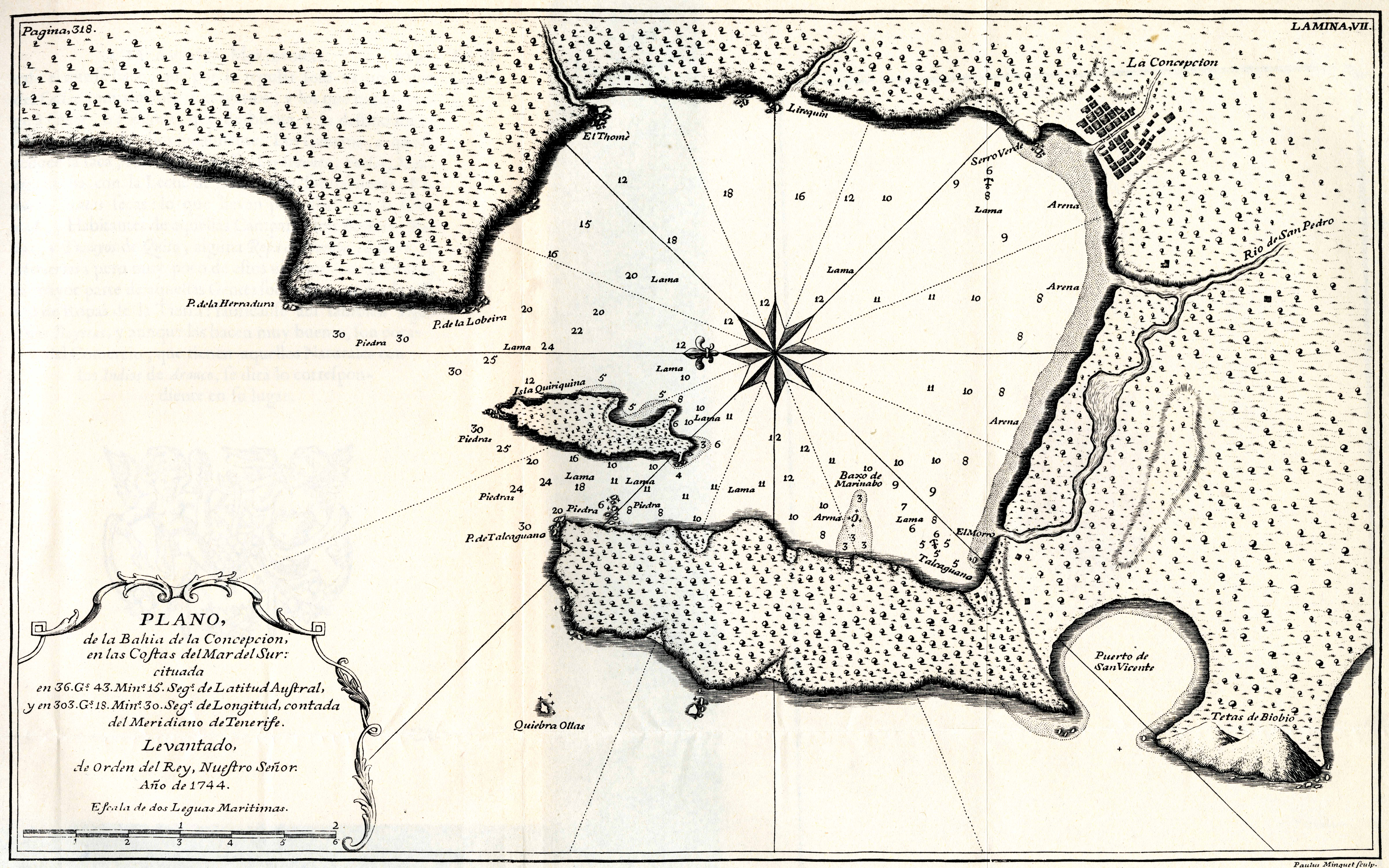
Plano de la Bahía de Concepción en 1744, en la época del Reino de Chile.

La Bahía de Concepción es una bahía natural chilena, costa de la Provincia de Concepción de la Región del Biobío. 
Está abrigada por la Isla Quiriquina, ubicada al norte de ésta. La isla provee dos entradas a la rada de Talcahuano:
- Boca Chica, entre la Isla Quriquina y la Península de Tumbes, que mide 2 km de ancho y en su parte más angosta 1500 m, con rompientes a los lados y aunque se sondan 15 m de agua, el paso de buques grandes queda reducido a 400 m.[1]
- Boca Grande, tiene 5 km de ancho, con profundidades de 35 m, lo que da un paso fácil y cómodo.[1]

El sector de ella ubicado en donde está el Puerto de Talcahuano es llamada generalmente como Bahía de Talcahuano, y está resguardada al oeste por la Península de Tumbes y la Isla Quiriquina.
A la bahía de Concepción salen muchos de los puertos más importantes de la región y el país, entre ellos Penco, Talcahuano y Lirquén.